# Młodzieżowe Indywidualne Mistrzostwa Szwecji na Żużlu 1974
Młodzieżowe Indywidualne Mistrzostwa Szwecji na Żużlu 1974 – cykl turniejów żużlowych, mających wyłonić najlepszych szwedzkich żużlowców w kategorii do 21 lat, w sezonie 1974. Tytuł wywalczył Jan Andersson. 

## Finał
- Gislaved, 15 września 1974

| Msc. | Zawodnik            | Klub       | Pkt |  |  |
| ---- | ------------------- | ---------- | --- |  |  |
| 1    | Jan Andersson       | Kaparna    | 15  |  |  |
| 2    | Jan Sylvefjord      | Gamarna    | 14  |  |  |
| 3    | Thord Löwdin        | Masarna    | 11  |  |  |
| 4    | Roger Björkman      | Masarna    | 10  |  |  |
| 5    | Kent Eriksson       | Getingarna | 9   |  |  |
| 6    | Göran Hedberg       | Ornarna    | 9   |  |  |
| 7    | Thomas Bergqvist    | Lejonen    | 7   |  |  |
| 8    | Peter Carlsson      | Filbytarna | 7   |  |  |
| 9    | Hans Eriksson       | Bysarna    | 7   |  |  |
| 10   | Kent Pettersson     | Stjärnorna | 6   |  |  |
| 11   | Eskil Jonsson       | Ornarna    | 6   |  |  |
| 12   | Hans Danielsson     | Lejonen    | 5   |  |  |
| 13   | Tommy Karlsson      | Lejonen    | 5   |  |  |
| 14   | Bo Jansson          | Smederna   | 3   |  |  |
| 15   | Togil Roth          | Dackarna   | 3   |  |  |
| 16   | rez. Gunnar Ärlevik | Ornarna    | 2   |  |  |
| 17   | Tommy Mannby        | Smederna   | 1   |  |  |